# Шторы

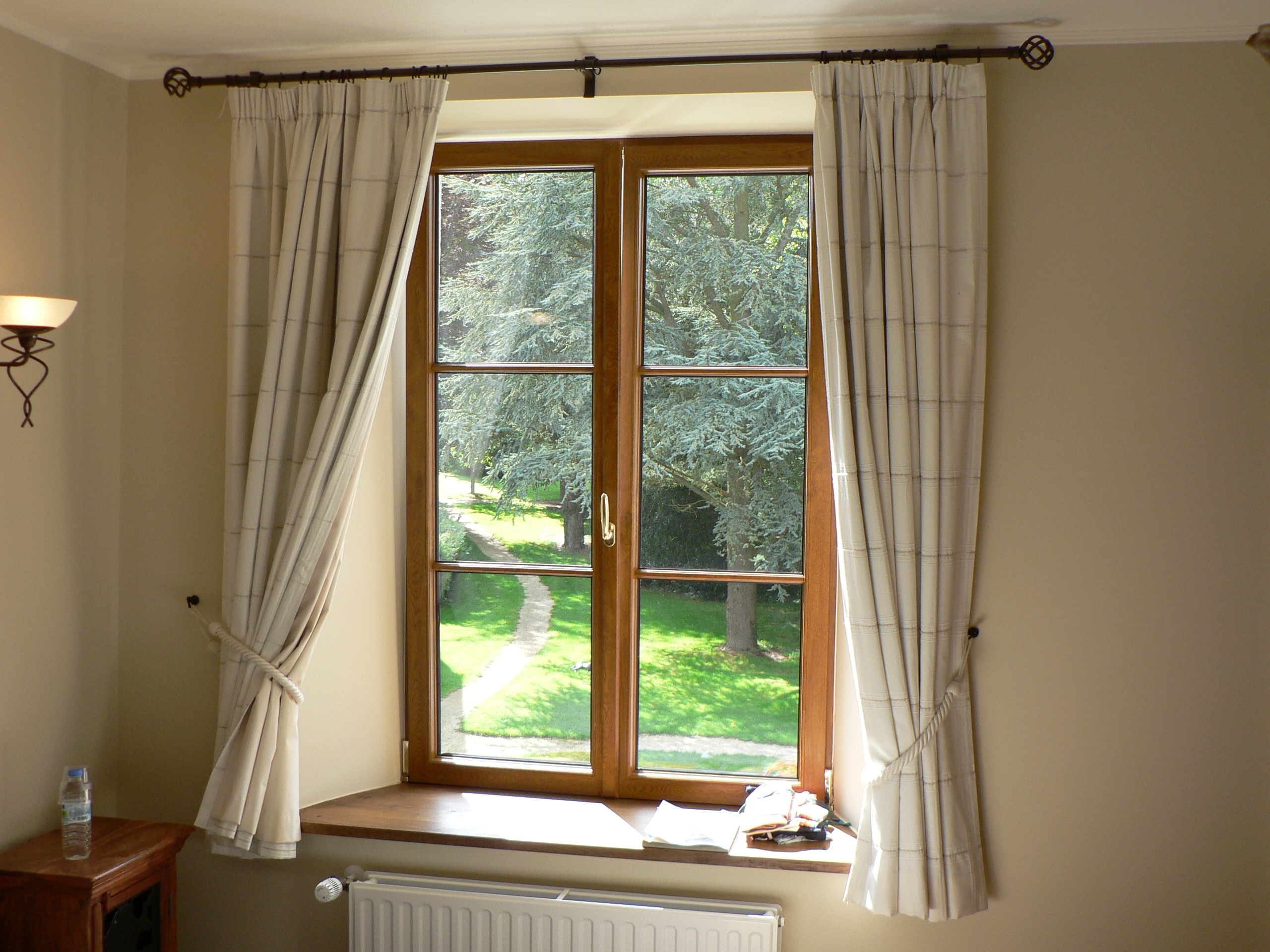
Шторы гостиничного номера.

Што́ры, занаве́ски — общее наименование бытовых функционально-декоративных оконных или дверных занавесей из тканевых и иных материалов.
В Толковом словаре живого великорусского языка Владимира Даля написано, что «„Штора, стара“, ж. прямой и гладкий, подъёмный на валечке, оконный за́навес. Внутренние решетчатые ставни, жалюзи. „Занавеска ж. или Занавес“ — м. полотнище или сшивная полстина, привешиваемая различным образом, для закрытия чего или для украшения, например оконные занавески, театральный занавес. „Штора“ (фр. store — занавеска) в частном случае — оконная занавесь, раздвигаемая в стороны или поднимаемая вверх. „Гарди́на“ (итал. cortino), „гарди́нка“ ж. фрнц. запон, завес, завеса, занавеска, занавесь, полог, и оконная и дверная занавески». 
Впервые шторы были привезены были с Востока в XVIII столетии и выделывались ручным способом из муслина, кружев и тюля. В 1920-е годы гардины в большем числе были машинного производства.

## Название
В русском языке самое раннее появление слова «штора» отмечено, первоначально в виде «стора», в 1707 году (в форме мн. ч. «сторы»), так оно было заимствовано из французского (фр. store), куда пришло из латинского (лат. storea), означающего «рогожа», «циновка». В форме мн. ч. «сторы» это слово употребил, например, Л. Н. Толстой в романе «Война и мир» (том 4, часть 4, глава III). В современном виде слово «штора» пришло в русский из немецкого языка (нем. Store, где первая буква согласно правилам немецкого языка произносится как «ш»).

## Шторы в истории

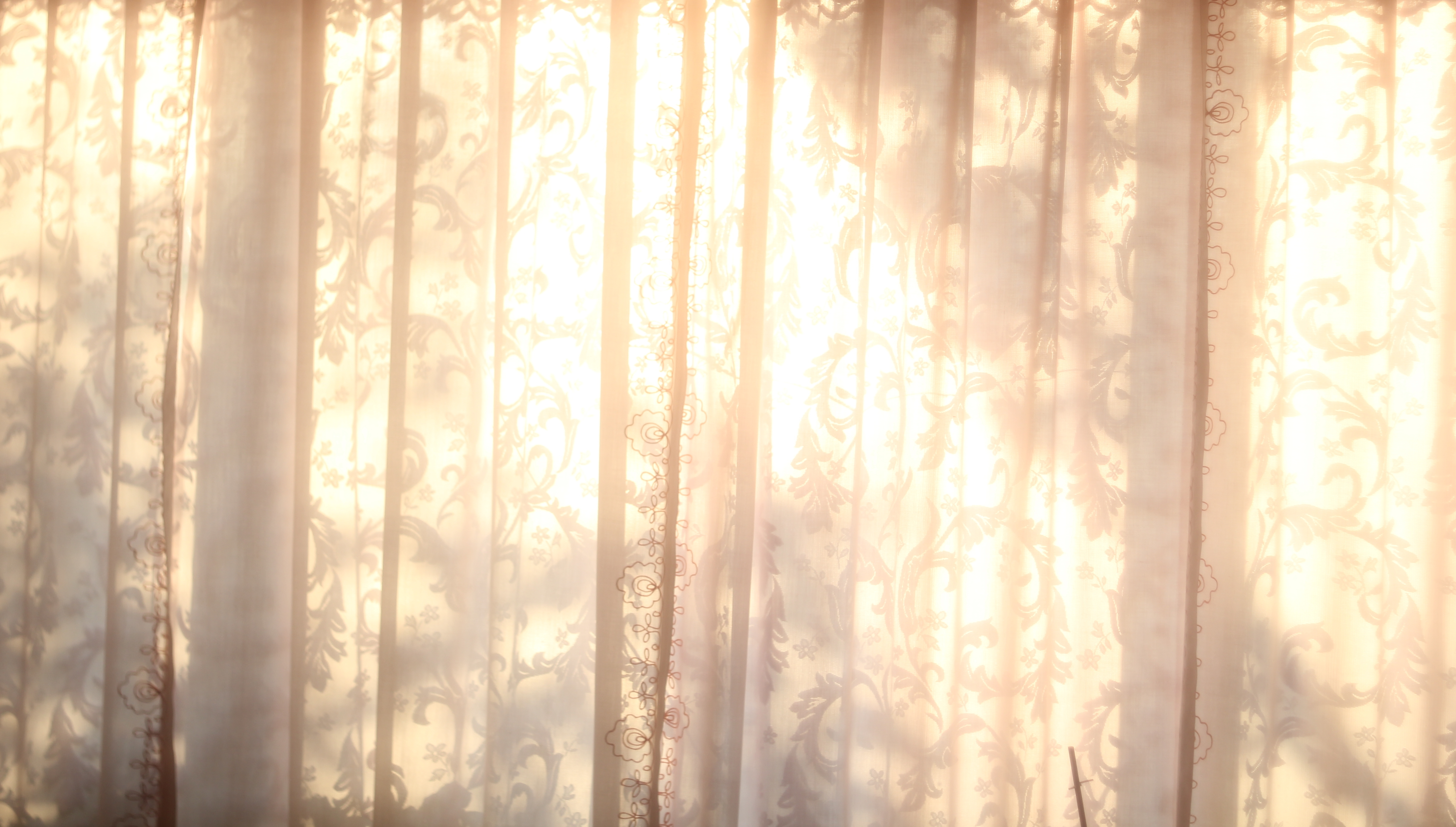
Советская штора

Судя по свидетельствам, найденным на раскопках в Олинфе, Помпеях и Геркулануме, портьеры, занавески, висящие над дверным проемом, по-видимому, использовались в качестве разделителей комнат в классической античности. На мозаиках II - VI веков изображены занавески, подвешенные к стержням, соединяющим арки.
С развитием человечества в каждой стране стали появляться свои особенности оформления интерьера текстилем: дизайн и материалы для изготовления штор — все это связано с климатом и культурой страны, а также с её традициями. Так, например, для Индии, Китая, Франции и Италии традиционным материалом для штор был шёлк, а для Англии и Шотландии — шерсть. Что касается стран Центральной Азии и Америки, то здесь использовали хлопок, в Андах шерсть (альпака), а в Северной и Восточной Европе (Русь (Россия), славянские страны, Балтия, Фенноскандия) — лён.
В Греции и Египте шторы представляли собой простые полотна лёгкой ткани, задрапированные в каскадные, горизонтальные и другие виды складок. Умение украшать жилище тканью ценилось[кем?] ничуть не ниже умения создавать искусные драпировки древнего костюма. Именно в те времена[когда?] и зародились основные принципы создания драпировки ткани, которые до сих пор используются при производстве современных портьер.
Кроме того, в домах древних греков получили распространение балдахины и тканевая обивка мебели. А ткани для интерьера начали украшаться вышитыми орнаментами, которые несли не столько эстетическое, сколько магическое значение.
В средние века дизайн штор стал более сложным. Сначала плотные портьеры, защищавшие покои замков от сквозняков, начали украшать вышитыми гербами и другими геральдическими элементами владельцев. Затем, с развитием торговли, в дизайне штор появилось большое разнообразие тканей, и, соответственно, возможность их комбинирования. Надо сказать, что в этот период шторы были исключительной привилегией знатных и состоятельных граждан и правящей элиты.
К XVII веку шторы стали одним из главных декоративных элементов дизайна интерьера, а кроме того, всё более широкое распространение начали приобретать балдахины, тканевая обивка стен, покрывала для кроватей, всевозможные чехлы для мебели, скатерти. Менялся и сам дизайн штор. Вошли в моду пышные причудливые ламбрекены, кисти, шнуры, многослойные драпировки.
Дальше текстильное оформление становится всё более скромным. Сначала неоклассицизм диктует умеренность и отсутствие излишеств, ставя во главу угла не кричащее разнообразие и причудливость рококо, а изысканность и утонченность линий и красоту тканей. А затем и вовсе появляется минимализм со своим отрицанием декоративных украшений и шторы снова превращаются в простые полотна ткани.
Развитие научно-технического прогресса предоставило сегодняшним дизайнерам по шторам огромное разнообразие тканей с различными декоративными свойствами. Это и имитация натуральных тканей — лён, хлопок, парча, бархат, шёлк — которые на вид неотличимы от настоящих, но при этом лишены недостатков натуральных полотен: не выгорают и не дают усадки. И совершенно новые ткани в стиле хай-тек футуристических дизайнов. Что касается моделей штор, то они снова становятся сложными, с обилием декоративных деталей и аксессуаров. Находящийся на пике современной моды[когда?] стиль винтаж (от французского вино с выдержкой) диктует необходимость оформления окна сложными ламбрекенами, опять входят в моду драпировки стен и потолков, чехлы для мебели и балдахины.

### В Англии
В Англии занавески начали заменять деревянные ставни ближе к концу XVI века. В средневековой Англии самой ранней формой обработки окон были кожаные панели, насаженные на железные стержни. В конечном итоге они были заменены ткаными панелями из шерсти. Во время правления Елизаветы I начали импортироваться богато украшенные ткани итальянского Возрождения, в том числе парча, бархат и дамаст. Ставни из массива дерева использовались в холодное время года.

## Элементы оконных занавесей
Все шторы состоят из элементов, которые в целом образуют тот или иной стиль занавесей:
- ламбрекен — (фр. lambrequin) отделка в виде драпировки, которая размещается перед портьерами или мягкими гардинами и придает окну декоративную завершённость;
- сваг — специальным образом присборенный кусок ткани, один или два края которого свободно провисают;
- колокольчик (раструб) — коническая одинарная складка;
- де жабо́ (фр. de jabot) — боковой элемент ламбрекена, заложенный вертикальными складками, со скошенной линией низа;
- портье́ра (фр. portiere, от porte — дверь) — плотная тяжёлая занавесь для декорирования дверных проёмов; в настоящее время этот термин используется декораторами (дизайнерами по шторам и текстилю) для обозначения плотных лёгких или тяжёлых тканей, используемых для пошива штор, покрывал, декоративных подушек. Довольно часто портьеры используются для ограничения нежелательного обзора, а также проникновения дневного света в помещение;
- гардина (нидерл. gordijnen) — мягкий занавес из тонкой прозрачной ткани (тюль, органза, вуаль), закрывающий окно полностью или частично. Но в советских словарях иностранных слов гардина определялась как занавеска, закрывающая всё окно;
- подхват — деталь выполненная из ткани или канта для фиксации гардины или портьеры в необходимом положении;
- держатель — жесткая деталь, предназначенная для фиксации элементов шторной композиции в определённых положениях;
- подкладка — способ обработки тыльной стороны портьеры или ламбрекена, для придания лучшего вида, для сокрытия необработанных срезов, а также для цветовой (декоративной) поддержки некоторых элементов интерьера;
- бандо — жёсткая каркасная основа для ламбрекена, выполненная из нетканного материала, пластика фанеры или дерева.

## Стилистические направления

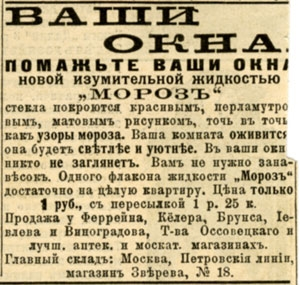
Помажьте окна жидкостью «мороз» — и вам не нужны занавески. Реклама, 1906

Занавеси позволяют создавать уют, гармонию света, цвета и формы в комнате. Они являются составляющим декора и искусства, представлены несколькими основными стилистическими направлениями.
Шторы, в зависимости от способа их крепления на карниз и декоративных особенностей, делят на виды:
- раздвижные шторы — самый традиционный вид штор, представляющих собой две полосы ткани, способные свободно горизонтально передвигаться по карнизу;
- римские шторы в расправленном виде представляют собой полотно ткани без складок и собирающееся в горизонтальные складки с помощью специальной цепочки (как на жалюзи);
- австрийские шторы со способом крепления и управления, соответствующие римским, собирающиеся не только в горизонтальные, но и вертикальные складки;
- японские шторы-панели представляют собой ровные полотна ткани без складок (чаще всего для оформления стандартного окна используется 3—5 панелей), способные свободно горизонтально передвигаться по карнизу при помощи цепочки (как на жалюзи);
- экраны или рулонные шторы представляют собой вытянутый цилиндр, внутри которого — свёрнутая в рулон штора, подъёмный механизм (шнурковый или рычажный) и фиксаторы;
- норэн — традиционный японский занавес с вертикальными разрезами.